# Крис Картър (сценарист)
Вижте пояснителната страница за други личности с името Крис Картър.
Крис Картър (на английски: Chris Carter) е американски продуцент, режисьор и сценарист. Най-известен е със създаването на научнофантастичния сериал „Досиетата Х“.

## Биография и творчество
Крис Картър e роден на 13 октомври 1957 г. в Белфлауър, Калифорния, САЩ

### Участие в общи серии с други писатели

#### Серия „Досиетата Х, юношеска серия“ (X-Files, junior novels)
1. X Marks the Spot (1995) – с Лес Мартин
от серията има още 15 романа от различни автори

#### Серия „Досиетата Х“ (X-Files)
- The Official Map of the X-Files (1996)
- Beyond the Sea (1997)

от серията има още 22 романа от различни автори

#### Серия „Досиетата Х, романизации“ (X-Files, misc. novels)
- Fight the Future (1998) – с Елизабет Хенд
- The X-Files Movie (1998)

от серията има още 3 романа от различни автори

### Документалистика
- The X-Files Postcard Book 2: Mnsters and Mutants (1997) [1]